# Wigan (district)
Wigan (Metropolitan Borough of Wigan) is een district in het stedelijk graafschap (metropolitan county) Greater Manchester en telt 326.000 inwoners. Hoofdplaats is Wigan.

## Plaatsen in district Wigan
- Ashton-in-Makerfield
- Leigh
- Wigan

## Civil parishesin district Wigan
- Haigh
- Shevington
- Worthington